# Goch
Goch är en stad i Regierungsbezirk Düsseldorf i Nordrhein-Westfalen i Tyskland. Staden har cirka 36 000 invånare. Goch ligger nära gränsen till Nederländerna.